# Snohomish (Washington)
Pour les articles homonymes, voir Snohomish.
La ville américaine de Snohomish est située dans le comté de Snohomish, dans l’État de Washington. Sa population s’élevait à 9 098 habitants lors du recensement de 2010, estimée à 9 670 habitants en 2015.